# Fulvio Antognini
Fulvio Antognini (* 1. Februar 1926 in Bellinzona; † 20. August 2001 in Lausanne; heimatberechtigt in Magadino) war ein Schweizer Jurist und Politiker (CVP).

## Biografie
Der Sohn des Kaufmanns Luciano Antognini und von Caterina Gianella absolvierte das kantonale Lyzeum in Lugano. Anschliessend studierte er ab 1945 Recht an der Universität Basel. Er promovierte 1949 und zwei Jahre später erwarb er das Patent als Rechtsanwalt und Notar, worauf er in der Tessiner Kantonshauptstadt Bellinzona eine eigene Kanzlei eröffnete. In Bellinzona gehörte er ab 1947 zunächst dem Gemeindeparlament an. 1958 folgte die Wahl in den Grossen Rat des Kantons Tessin, dem er bis 1966 angehörte (in seinem letzten Amtsjahr als Vizepräsident). Von der Bundesversammlung wurde Antognini 1967 zum Bundesrichter ernannt. Am Bundesgericht in Lausanne war er Mitglied der 1. öffentlich-rechtlichen Kammer, die sich mit Grundrechtsfällen befasst. Dabei trat er vor allem als Spezialist für Enteignungsstreitigkeiten in Erscheinung. Nach drei Jahrzehnten im Amt trat er 1997 zurück.